# Somálsko na Letních olympijských hrách 2008
Somálsko se účastnilo Letní olympiády 2008. Zastupovali ho 2 sportovci (1 muž a 1 žena) v 1 sportu. Somálsko nezískalo žádnou medaili.